# Looney Tunes: Back in Action
Looney Tunes: Back in Action (bra: Looney Tunes: De Volta à Ação; prt: Looney Tunes: De Novo em Ação) é um filme norte-americano de 2003, dos gêneros aventura, comédia e fantasia, dirigido por Joe Dante, com roteiro de Larry Doyle.
Misturando live-action com animação, o filme, estrelado por Brendan Fraser, Jenna Elfman, Timothy Dalton, Joan Cusack, Bill Goldberg, Heather Locklear e Steve Martin, é o segundo com os personagens da Looney Tunes.
O filme foi lançado no Brasil em 5 de dezembro de 2003 e em Portugal em 12 de dezembro do mesmo ano.

## Sinopse
Para ajudar um dublê de filmes, Pernalonga, Patolino e Kate Houghton (Jenna Elfman) saem à procura de seu pai desaparecido e do místico diamante Macaco Azul.

## Produção
Looney Tunes: Back in Action foi desenvolvido inicialmente como uma sequência de Space Jam: O Jogo do Século (1996). Quando o desenvolvimento começou, o enredo do filme envolveria uma nova competição de basquete entre os Looney Tunes e um novo vilão chamado Berserk-O!. O artista Bob Camp foi encarregado de projetar o Berserk-O! e seus capangas. Joe Pytka teria voltado a dirigir e Spike Brandt e Tony Cervone assinaram como supervisores de animação. No entanto, Michael Jordan não concordou em estrelar uma sequência. De acordo com Camp, um produtor mentiu para artistas de design, alegando que Jordan havia contratado para manter o desenvolvimento em andamento.A Warner Bros. Pictures finalmente cancelou os planos de Space Jam 2.
O filme então re-entrou no desenvolvimento como Spy Jam e seria estrelado por Jackie Chan. A Warner Bros também estava planejando um filme intitulado Race Jam, que teria estrelado o piloto Jeff Gordon. Ambos projetos foram cancelados. A Warner Bros. acabou pedindo a Joe Dante para dirigir Back in Action . No início dos anos 90, Dante queria produzir uma comédia biográfica com a HBO, chamada Termite Terrace. Centrou-se em torno dos primeiros anos do diretor e cartunista Chuck Jones na Warner Bros. na década de 1930. No projeto, Dante lembrou: "Era uma história hilária e muito boa, exceto que a Warner Bros. disse: 'Olha, é uma história antiga. Tem coisas de época. Não queremos isso. Queremos renomear nossos personagens e queremos fazer Space Jam.'".
Dante concordou em dirigir Back in Action como uma homenagem a Jones. Ele e o roteirista Larry Doyle supostamente queriam que o filme fosse o "anti-Space Jam", pois Dante não gostava de como esse filme representava a marca e as personalidades dos Looney Tunes. Dante disse: "Eu estava fazendo um filme para eles com esses personagens [Looney Tunes: Back in Action] e eles não queriam saber sobre esses personagens. Eles não queriam saber porque Pernalonga não deveria fazer hip-hop. Foi uma experiência bastante sombria ao redor.". A Warner Bros. contratou Eric Goldberg, da Walt Disney Feature Animation, mais conhecido por sua animação do Gênio em Aladdin (1992), para dirigir a animação.
Sobre o filme, Dante declarou: "É uma brincadeira. Não tendo uma história particularmente forte, ela passa de uma brincadeira para outra, de um lugar para outro. Não é uma narrativa particularmente convincente, mas, é claro, não é aí que o encanto do filme deveria mentir. " Sobre as filmagens, Dante disse: "filmaríamos cada cena três vezes. Primeiro, ensaiamos com um substituto - um 'abafado', como chamamos. Depois, filmamos a cena sem qualquer coisa nela; então, filmaríamos a cena novamente com essa bola de espelhos na cena que mostra os computadores onde estão as fontes de luz. Em seguida, os animadores iam trabalhar e colocavam personagens no quadro ". Segundo Dante, um "problema" ocorreu quando os executivos do estúdio se cansaram das piadas do filme e queriam que elas fossem mudadas. Como um resultado, o estúdio reuniu vinte e cinco roteiristas para tentar escrever piadas curtas o suficiente para caber na boca de um personagem de animação. Apesar disso, o filme tem apenas um escritor creditado.
Apesar de ser dirigido por fãs reconhecidos dos desenhos animados originais, Dante afirmou que não tinha liberdade criativa no projeto e o chamou de "o ano mais longo e meio da minha vida". Dante sentiu que ele e Goldberg conseguiram preservar as personalidades originais dos personagens. No entanto, a abertura, meio e fim do filme são diferentes do que Dante imaginou.

## Recepção

### Bilheteria
Looney Tunes: Back in Action foi lançado Estados Unidos em 14 de novembro de 2003, originalmente planejado para ser aberto no início do verão. O filme faturou US$68,5 milhões em todo o mundo, contra um orçamento de US$80 milhões.
A Warner Bros esperava iniciar uma franquia revitalizada de mídia e produtos Looney Tunes com o sucesso de Back in Action. Novos curtas animados e uma série de TV Duck Dodgers foram encomendados para se juntar ao Back in Action. No entanto, devido ao fracasso financeiro do filme, a franquia Looney Tunes permaneceu na televisão por quase duas décadas. A Warner Bros. não produziu outro filme cinematográfico de Looney Tunes até  Space Jam: Um Novo Legado, que foi lançado em 16 de julho de 2021.

### Crítica
O site de agregação de respostas críticas Rotten Tomatoes deu ao filme uma taxa de aprovação de 56% com base em 139 avaliações. O consenso crítico do site diz: "O enredo é uma confusão sem sentido e hiperativa, e as brincadeiras são relativamente pouco inspiradas em comparação com os desenhos animados clássicos de Looney Tunes".